# 299年
| 千纪： | 1千纪                                                                                           |
| 世纪： | 2世纪 \| 3世纪 \| 4世纪                                                                         |
| 年代： | 260年代 \| 270年代 \| 280年代 \| 290年代 \| 300年代 \| 310年代 \| 320年代                       |
| 年份： | 294年 \| 295年 \| 296年 \| 297年 \| 298年 \| 299年 \| 300年 \| 301年 \| 302年 \| 303年 \| 304年 |
| 纪年： | 己未年（羊年）；西晋元康九年                                                                    |

## 大事记
- 賈南風將太子司馬遹囚于金墉城，並於次年殺之。
- 臨滄的濮人南移到耿馬。
- 帕坦建城，為尼泊爾最古老的城市。
- 周王廟始建。
- 西晉朝廷派積弩將軍孟觀率京師宿衛軍前往鎮壓齊萬年起義，齊萬年被俘。
- 太子洗馬江統於齊萬年事件之後，作《徙戎論》著稱於世。
- 羅馬帝國與薩珊王朝雙方在戴克里先及伽列里烏斯的主持下展開了和談，簽訂《尼西比斯條約》，薩珊王朝割讓亞美尼亞和亞述地區，以底格里斯河為界。

## 各国领袖

### 亞洲
- 中國 - 西晋皇帝：晋惠帝司马衷（290年－306年）
- 拓跋部 - 
  - 拓跋禄官，东部大人（295年－307年）
  - 拓跋猗㐌，中部大人（295年－305年）
  - 拓跋猗卢，西部大人（295年－316年）
- 铁弗 - 誥升爰（272年－309年）
- 南匈奴 - 劉淵，左部帅（279年－304年）
- 慕容鲜卑 - 慕容廆（285年－333年）
- 仇池 - 杨茂搜（296年－317年）
- 朝鲜半岛（朝鲜三国时代）
  - 百济 - 汾西王，百济王（298年－304年）
  - 伽耶 - 居叱弥王，伽耶君主（291年－346年）
  - 高句丽 - 烽上王，高句丽王（292年－300年）
  - 新罗 - 基臨尼師今，新罗王（298年－310年）
- 日本- 誉田别尊，倭国国王（270年－310年）
- 亚美尼亚- 梯里达底三世，亚美尼亚王（287年－330年）
- 古卡特利王国（格鲁吉亚库思老王朝） - 米利安三世，伊比利亚国王（284年－361年）
- 贵霜帝国- Vasudeva二世（c.290－310年）
- 印度笈多王朝 - 瓶首王（英语：Ghatotkacha (king)），笈多国王（280年－319年）
- 西薩特拉普王朝- Vishwasen（295年－304年）

### 中东
- 东罗马帝国（四帝共治制） - 
  - 戴克里先，东方奥古斯都（284年－305年）
  - 伽列里乌斯，东方凯撒/执政官（293年－311年）
- 波斯萨珊王朝 - 纳塞赫，波斯沙汗沙（293年－302年）

### 欧洲
- 西罗马帝国（四帝共治制） - 
  - 馬克西米安，西方奥古斯都（286年－305年）
  - 君士坦提烏斯一世，西方凯撒/执政官（293年－306年）
- 爱尔兰 - Fiacha Sraibhtine，爱尔兰高王（285年－322年）

### 非洲
- 库施王朝 - Yesebokheamani（283年－300年）
- 阿克苏姆王国王朝 - Ella Amida（c.300－c.320年）

## 出生
- 冉瞻

## 逝世
- 齊萬年，西晉時期氐族首領。